# Cryptocephalus alborzensis
Cryptocephalus alborzensis – gatunek chrząszcza z rodziny stonkowatych i podrodziny Cryptocephalinae
Gatunek ten został opisany w 1980 roku przez M. Rapilly'ego.
Występuje w Iranie i Azerbejdżanie.